# ザ・ブッシュワッカーズ
ザ・ブッシュワッカーズ（The Bushwhackers）は、プロレスラーのブッチ・ミラーとルーク・ウィリアムスによって結成されたプロレスのタッグチームである。
1980年代まではNWA圏を主戦場に、両者ともニュージーランド出身であることから初期はザ・キウィズ（The Kiwis）、後にザ・シープハーダーズ（The Sheepherders）のチーム名を用い、狂乱ファイトを主体とするヒールのポジションで活動。1988年末からのWWF登場を機にザ・ブッシュワッカーズと改名し、コミカルなベビーフェイスに転じて前座戦線を沸かせた。

## 来歴

### ザ・キウィズ
コンビ結成はNWAニュージーランド（後のオールスター・プロレスリング）時代の1966年に遡る。当時、ブッチ・ミラーはザ・ブルート、ルーク・ウィリアムスはスウィート・ウィリアムと名乗っていた。オーストラリアや東南アジアを経て1972年にカナダのモントリオール地区に参戦後、1973年にスチュ・ハートの主宰するアルバータ州カルガリーのスタンピード・レスリングに進出。ミラーはリングネームをニック・カーターと改名し、チーム名もニュージーランド出身であることをアピールするために、ザ・キウィズ（The Kiwis）と名付けられた。
1974年1月にはカルガリー版のインターナショナル・タッグ王座を獲得、トーキョー・ジョー&グレート・サキの日本人チームとも同王座を争った。同年9月には揃って国際プロレスに参戦、9月16日に館山にてラッシャー木村&グレート草津のIWA世界タッグ王座に挑戦している。国際プロレスでは、スーパースター・ビリー・グラハムやバロン・フォン・ラシクと組んでの6人タッグマッチにも出場し、彼らの露払い役も務めた。
その後、1975年末に揃ってニュージーランドに帰国し、しばらくリングを離れていた（ウィリアムスは1976年7月、単独で国際プロレスに再来日している）。

### ザ・シープハーダーズ
復帰後の1979年5月、それぞれボブ・ミラー、スウィート・ウィリアムスのリングネームで全日本プロレスに来日。空位となっていたアジアタッグ王座の王者チーム決定戦でグレート小鹿&大熊元司の極道コンビと対戦したが敗退している。6月10日の北海道倶知安町大会ではビル・ロビンソンと異色トリオを組み、ジャイアント馬場、ジャンボ鶴田、石川隆士組と6人タッグマッチで対戦した。
同年よりチーム名をザ・シープハーダーズ（The Sheepherders）に改め、太平洋岸北西部のPNW（パシフィック・ノースウエスト・レスリング）に進出。翌1980年にかけて、ロン・スター&アドリアン・アドニス、スタン・スタージャック&ダッチ・サベージ、ロディ・パイパー&リック・マーテルなどのチームを破り、NWAパシフィック・ノースウエスト・タッグ王座を通算3回獲得した。以降もヒールのタッグチームとして各地を転戦し、それぞれのリングネームもブッチ・ミラーとルーク・ウィリアムスで定着。1980年9月28日にはノースカロライナ州シャーロットにて、バズ・ソイヤー&マット・ボーンからNWAミッドアトランティック・タッグ王座を奪取。プエルトリコのWWCではアブドーラ・ザ・ブッチャーとも共闘した。
1981年下期から1983年にかけてはミラーが一時的にニュージーランドに帰国したため、ウィリアムスは同じ南半球オーストラリア出身のジョナサン・ボイドを新パートナーに活動。ミラーがアメリカに戻ると、1983年11月よりチームを再結成。迷彩ズボンにタンクトップ、ボロボロのアーミーキャップという入場コスチュームもこの時期に確立された。1984年3月4日にはサンアントニオでファビュラス・ワンズ（スティーブ・カーン&スタン・レーン）からSCW世界タッグ王座を奪取。1985年はプエルトリコを主戦場に、ジ・インベーダーズ（ホセ・ゴンザレス&ロベルト・ソト）とWWC北米タッグ王座を争った。
1986年3月16日にはビル・ワットのUWFにてテッド・デビアス&スティーブ・ウィリアムスからUWF世界タッグ王座を奪取、10月7日にはフロリダでファビュラス・ワンズを破りNWA USタッグ王座を獲得。翌1987年1月10日にはテネシー州メンフィスのCWAにてバッド・カンパニー（ポール・ダイヤモンド&パット・タナカ）を下しCWAインターナショナル・タッグ王座にも戴冠。日本では「タッグ泥棒」なる異名を付けられた。
1987年2月には新日本プロレスに来日して、IWGPタッグ王座の決定リーグ戦に出場。国際、全日本、新日本と、タッグチームとして昭和の3団体への登場を果たした。シリーズ中は、アントニオ猪木&坂口征二の黄金コンビや前田日明&高田伸彦のUWF勢とも対戦している。
1987年下期にはジム・クロケット・プロモーションズのフロリダでの興行に参戦。7月31日にマイアミ・オレンジボウルにて行われた『グレート・アメリカン・バッシュ』にもNWAフロリダ・タッグ王者チームとして出場し、ロニー・ガービン&ジミー・ガービンの挑戦を受けた。8月28日にはデイトナビーチにおいて、ロード・ウォリアーズとスチール・ケージ・マッチで対戦。10月16日にはミズーリ州カンザスシティで行われたクロケット・プロとUWFの合同興行において、ライトニング・エクスプレス（ブラッド・アームストロング&ティム・ホーナー）を破りUWF世界タッグ王座に返り咲いた。
1988年4月に開催されたタッグチーム・トーナメント "Crockett Cup '88" にも出場したが、2回戦でミッドナイト・エクスプレス（ビューティフル・ボビー・イートン&スウィート・スタン・レーン）に敗退。同トーナメントには1986年4月19日開催の第1回大会 "Crockett Cup '86" にも出場しており、1回戦でロス・ゲレロス（チャボ・ゲレロ&ヘクター・ゲレロ）、2回戦でロックンロール・エクスプレス（リッキー・モートン&ロバート・ギブソン）を破って勝ち進んだ後、準決勝でザ・ファンタスティックス（ボビー・フルトン&トミー・ロジャース）と両チーム反則の裁定を下されるなど、アイドル系タッグチームの敵役としての役割を担った。

### ザ・ブッシュワッカーズ
1988年末、チーム名をブッチ&ルークのザ・ブッシュワッカーズ（The Bushwhackers）に変更し、従兄弟同士という設定でWWFに登場。同年12月30日、ニューヨークのマディソン・スクエア・ガーデンにおいて、ニコライ・ボルコフとボリス・ズーコフのザ・ボルシェビクスを破りデビュー戦を飾った。
ラフファイト主体のヒールだったシープハーダーズ時代とは異なり、コミック・リリーフを担当するベビーフェイスのベテラン・チームとして売り出され、ファビュラス・ルージョー・ブラザーズ（ジャック・ルージョー&レイモンド・ルージョー）、リズム&ブルース（ホンキー・トンク・マン&グレッグ・バレンタイン）、オリエント・エクスプレス（サトー&タナカ）など、主にBクラスのチームを抗争相手にミッドカード戦線で活動、そのコミカルなキャラクターで子供たちの人気を集めた。目を剥いて口を歪曲させたユーモラスな表情に、腕を頭上まで高く振り上げながらリングへ行進していく入場シーンがトレードマークとなり、彼らのフィギュアもこれを模したポーズで製作されている。1990年12月には、当時WWFと提携していたSWSに来日した。
WWFではタイトル戦線に絡むことはなく、大きな活躍の舞台は与えられなかったものの、1991年8月の『サマースラム'91』ではアンドレ・ザ・ジャイアントをセコンドに迎え、ナチュラル・ディザスターズ（アースクエイク&タイフーン）と対戦している。以降、WWFには1996年まで長期間に渡って在籍。レッスルマニアなどのビッグイベントではオープニング・アクトのダーク・マッチに出場して会場の「温め役」を担い、同じく会場人気の高かったハクソー・ジム・ドゥガンとトリオを組むことも多かった。
WWF退団後もブッシュワッカーズの名義でインディー団体を転戦し、1999年10月にミシシッピ州で行われたリユニオン・イベント "Heroes of Wrestling" では、ボルコフとアイアン・シークの往年の反米コンビと対戦。2001年4月1日には『レッスルマニアX-Seven』のギミック・バトルロイヤルに出場し、久々のWWE登場を果たした。

### 解散後
チームを解散し引退してからは、ミラーはニュージーランドに帰国し、首都ウェリントンのプロレス団体KPW（キーウィ・プロ・レスリング）のコミッショナーやレスリング・ウェブサイト "NZPWI" のコラムニストとして活動。
ウィリアムスは、かつて主戦場としていたプエルトリコにてIWAプエルトリコのブッカーを担当する一方、TNA、ROH、カナダ・ノバスコシア州のUCWなど、各地のインディー団体にスポット参戦。2010年11月にはSMASHへの参戦でSWS以来となる20年ぶりの来日を果たした。
2015年、チームとしてWWE殿堂に迎えられた。3月28日にカリフォルニア州サンノゼのSAPセンター・アット・サンノゼにて行われた殿堂入り式典では、かつてNWAフロリダ地区で彼らのマネージャーを務めていたジョニー・エースことジョン・ロウリネイティスがインダクターを担当した。
2023年4月3日、ウィリアムスの娘からのSNS投稿により、ミラーの死去が報じられた。

## 合体攻撃
- ダブル・ガットバスター（Double Gutbuster）
- バトリング・ラム（Battering Ram）

## 獲得タイトル
スタンピード・レスリング
- NWAインターナショナル・タッグ王座（カルガリー版）：2回 [3]

パシフィック・ノースウエスト・レスリング
- NWAパシフィック・ノースウエスト・タッグ王座：3回 [9]

NWAオールスター・レスリング
- NWAカナディアン・タッグ王座（バンクーバー版）：1回 [39]

ミッドアトランティック・チャンピオンシップ・レスリング
- NWAミッドアトランティック・タッグ王座：1回 [12]

ワールド・レスリング・カウンシル
- WWC北米タッグ王座：4回 [18]
- WWC世界タッグ王座：2回 [40]

ユニバーサル・レスリング・フェデレーション
- UWF世界タッグ王座：2回 [19]

チャンピオンシップ・レスリング・フロム・フロリダ
- NWA USタッグ王座（フロリダ版）：1回 [20]
- NWAフロリダ・タッグ王座：1回 [41]

コンチネンタル・レスリング・アソシエーション
- CWAインターナショナル・タッグ王座：1回 [21]

サウスウエスト・チャンピオンシップ・レスリング
- SCW世界タッグ王座：1回 [17]

ワールド・レスリング・エンターテインメント
- WWE殿堂：2015年度 [36]

## サポートメンバー
- ジョナサン・ボイド
- ボビー・ジャガーズ
- リップ・モーガン
- ジャック・ビクトリー
- ジョニー・エース